# Гиритли, Исмет
Исмет Гиритли (17 апреля 1924 — 3 февраля 2007) — турецкий юрист, профессор права.

## Биография
Родился в Крыму 17 апреля 1924 года. Получив здесь начальное образование, поступил в среднюю школу Кабаташ, Стамбул. Потом — на юридический факультет Стамбульского университета и стал профессором кафедры административного права этого же факультета в 1964 году.
Гиритли входил в состав комиссии, которая подготовила Конституцию 1961 года, избран в состав Учредительного совета как представитель адвокатуры.
Исмет Гиритли был главой Национальной молодёжной организации Турции и председателем турецкой делегации ООН, консультантом турецкой делегации.
Он также был первым членом правления Турецкой телерадиокомпании и возглавлял её между 1964—1968 годами. В январе 1968 года Гиритли возглавил первую команду телевизионного вещания.
Исмет Гиритли работал приглашённым преподавателем юридической школы Колумбийского университета в 1958—1959 годах, читал лекции в Институте Ближнего Востока Колумбийского университета в 1968—1969 годах.
Опубликовал учебник под названием «Пятьдесят лет турецкого политического развития 1919—1969 годов».
В период с 1971 по 1972 год в Джорджтаунском университете Вашингтона он преподавал курс американо-советской конкуренции на Ближнем Востоке. Написал на английском языке книгу «Сверхгосударства на Ближнем Востоке», которая была издана при поддержке Международного центра науки Вудро Вильсона, изучалась на юридическом факультете Стамбульского университета.
В период с 1978 по 1979 год как старший научный сотрудник проводил семинары по нефтяной политики в Университете Глазго.
В период с 1982 по 1991 год Гиритли был членом дирекции высшей школы Университета Мармара и Высшего совета радио и телевидения, а также был главным членом Высшего агентства по культуре, языку и истории Ататюрка и избран членом Мексиканской академии международного права в 1976 году.
В 1985 году Гиритли стал кавалером французского ордена Академических пальм и титул шевалье. С 1999 года был преподавателем юридического факультета Стамбульского университета Кюльтюр.
Гиритли, который опубликовал более 50 книг и множество статей, владел английским, русским и французским языками.
В 2006 году Гиритли диагностировали рак на головке поджелудочной железы, он длительное время лечился в столичной больнице Флоренс Соловей. Проведя последние 15 дней жизни в реанимации, он умер 3 мая 2007 года.

## Труды
- Fifty Years of Turkish Political Development. Fakulteler Matbaasi, Istanbul, 1969.
- Dimensions of the Gulf crisis, 1992
- Atatürkçülük ideolojisi, Atatürk Araştırma Merkezi, 1988
- Komünizm, sosyalizm ve anayasamız, Baha Matbaası, 1967
- Çaği̇mi̇z ve komünizm, Baha Matbaasĭ, 1966
- Kalkınma ve Türkiye, Izlem yayınevi, 1962